# Nycticorax kalavikai
Nycticorax kalavikai – wymarły gatunek ptaka z rodziny czaplowatych (Ardeidae). Występował na polinezyjskiej wyspie Niue, na południowym Pacyfiku.

## Odkrycie gatunku
W 1995 roku Trevor H. Worthy, nowozelandzki paleozoolog, odkrył na Niue kości co najmniej czterech osobników dużego nielotnego ptaka. Po raz pierwszy opisali go w 2000 roku Steadman, Worthy, Anderson i Walter na łamach czasopisma „The Wilson Bulletin”. Pierwsze datowanie szczątków wskazywało, że kości pochodzą sprzed 3600–5300 lat, a więc 1500 lat wcześniej niż pierwsze archeologiczne ślady bytności ludzi na wyspie. Był to pierwszy ślad bytności gatunku z rodzaju Nycticorax na terenach Polinezji. Wkrótce odkryto także paleontologiczne ślady obecności co najmniej trzech osobników innego gatunku (Nycticorax sp.) z tego rodzaju na wyspach Tonga – ‘Eua i Lifuka. Inne przykłady wymarcia gatunków tego rodzaju ptaków na Maskarenach oraz Wyspie Wniebowstąpienia po przybyciu na nie ludzi upoważniają do przypuszczeń, że Nycticorax kalavikai przetrwał do czasu pojawienia się na Niue pierwszych ludzkich kolonizatorów.

## Cechy gatunku
Z uwagi na podobieństwo kości oraz sąsiedztwo geograficzne, Nycticorax kalavikai był prawdopodobnie blisko spokrewniony ze ślepowronem rdzawym. Różnił się jednak od swojego protoplasty dużo słabiej rozwiniętymi skrzydłami oraz silniejszymi nogami. Z tego też powodu gatunek ten przypuszczalnie był nielotem.

## Pożywienie
Jak przypuszcza David Steadman, nieodzowną częścią diety Nycticorax kalavikai były kraby ziemne. Jest to wysoce prawdopodobne ze względu na podobną dietę innych przedstawicieli rodzaju Nycticorax. Ze względu na te przypuszczenia nazwa gatunkowa (kalavikai) pochodzi od dwóch słów w języku niue, kalavi (krab ziemny) i kai (pokarm, pożywienie).

## Wymarcie
Chociaż znalezione szczątki Nycticorax kalavikai pochodzą sprzed okresu pierwszych osad ludzkich na Niue, to jest bardzo prawdopodobne, że gatunek ten wyginął niebawem po przybyciu na wyspę pierwszych Polinezyjczyków. Gatunek ten wyginął najprawdopodobniej w wyniku polowań i utraty siedlisk.